# Tour Pagliazza
La tour Pagliazza est localisée dans la petite Piazza Sant'Elisabetta, au cœur du centre historique de Florence. Les origines de cette structure, souvent décrite comme l'édifice le plus ancien de Florence qui a conservé son aspect d'origine, demeurent incertaines. Elle a été construite entre les Ve et VIIe siècles, sur des fondations plus anciennes de l'époque romaine.

## Histoire

### Les fouilles romaines

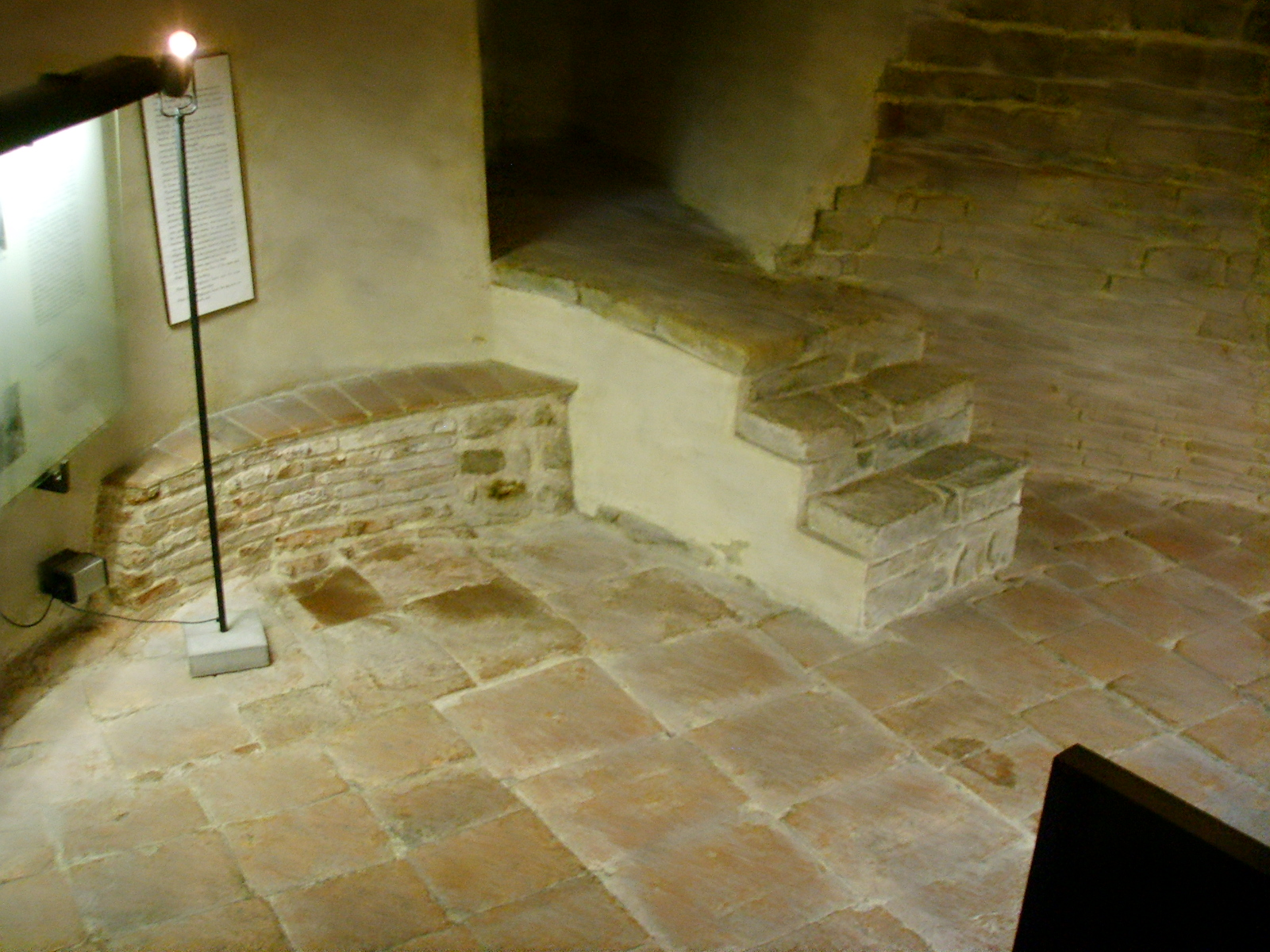
Exèdre au pied de la tour.

Lors des fouilles menées lors de la dernière restauration, on a constaté que les fondations du bâtiment étaient en réalité construites sur un bâtiment romain, le seul connu dans cette partie de la ville. La tour repose en effet sur un mur circulaire qui entourait une piscine ou une salle d’une structure thermale de la Florentia romaine, des thermes romains secondaires (publics ou privés?) après les principaux qui se trouvent près du Ponte Vecchio (aujourd’hui sous la via delle Terme). Cette structure,  utilisée comme base, aurait déterminé la forme semi-circulaire inhabituelle de la tour, un cas presque unique à Florence, avec un autre partiellement conservé près de la via delle Terme et appartenant à l’ancienne caput aquae  de l'aqueduc romaine, le Capaccio. La forme circulaire rappelle celle des murs romains et est assez rare à l’époque médiévale.
Les fouilles ont mis en évidence le sol en brique d'origine ainsi que quelques murs anciens.

### La construction de la tour
Selon d'autres théories, la tour a été édifiée par les Byzantins  lors de leur entrée dans la ville pendant la guerre gothique  dans le cadre de la fortification de l'anneau de murs étroits (un mur dont l'existence réelle est encore sujette à débat par les archéologues) ou encore par les Lombards un siècle plus tard, comme une simple maison-tour.

### Le bas Moyen Âge
Au commencement du Moyen Âge, on ignore le sort du bâtiment, et les fouilles n'ont révélé aucune structure ou matériel pertinent pour cette période.
À partir du XIIe siècle, les informations se précisent : en 1268, elle est mentionnée comme une prison, mais en 1285, elle spécifie sa destination pour les femmes. Le nom de la tour dérive en effet des paillasses sur lesquelles s’allongeaient les détenus.
Après cela, la tour a été utilisée comme Clocher pour l'église de San Michele alle Trombe, de Palco ou de Palchetto, renommée église de Sant'Elisabetta au XIIIe siècle. Il en reste des traces dans l'édifice adjacent à l'église (des fonts baptismaux et quelques peintures). L’église fut utilisée jusqu’en 1785, puis absorbée par une série de maisons privées.

### La Restauration
Actuellement, la tour et les bâtiments adjacents sont occupés par un hôtel, même si l'Institut national des assurances a financé des travaux de restauration et de valorisation de la structure,  sur un projet de l'architecte italien Italo Gamberini (1983-1988).
La restauration a libéré la tour des structures qui la couvraient de la vue de la rue, lui donnant un aspect similaire à celui du XVe siècle, comme en témoigne une illustration du Codex Rustici. Au moment où quelques petits commerces ont été ouverts au rez-de-chaussée après avoir été utilisés comme prisons, les étages supérieurs ont été utilisés pour des logements et des entrepôts. Un petit musée a été mis en place au pied de la tour pour présenter les découvertes archéologiques des fouilles, et il peut être visité sur demande.

## Le musée Pagliazza

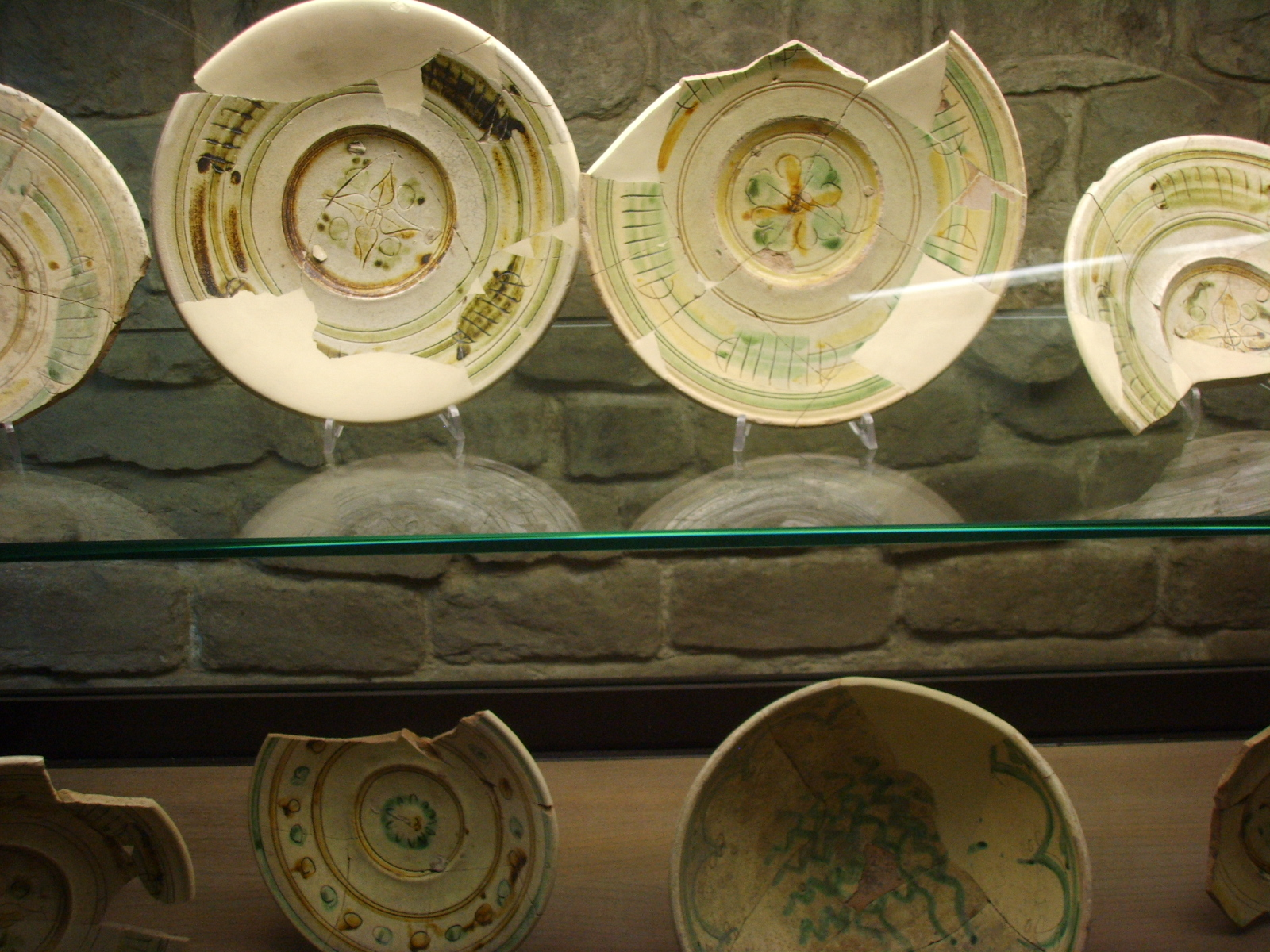
Musée Pagliazza : céramiques du XVIIe siècle.

La Pagliazza accueille un musée archéologique. Les fouilles ont également livré un nombre considérable de pièces de céramique, datant principalement des XVIe et XVIIe siècles. Une première vitrine présente une sélection dense de tessons de l'époque romaine trouvés dans la couche la plus ancienne des fouilles. Les pièces ne sont pas nombreuses, en raison de l'utilisation répétée du site au cours des périodes ultérieures, et n'ont pas de valeur artistique particulière, mais elles constituent un témoignage intéressant de l'histoire du site : certaines d'entre elles remontent à la période de la fondation de Florentia (Ier siècle), tandis que, plus haut, se trouve une couche « d'abandon » datant des IVe et Ve siècles apr. J.-C., avec des céramiques de cette période reconnaissables à leur peinture rouge et à leurs décorations imprimées.
La deuxième vitrine met l'accent sur le vide chronologique des objets du haut Moyen Âge  des premiers siècles du Moyen Âge tardif. Les pièces présentées sont en effet des fragments de Majolique du XIVe siècle, avec différentes styles caractérisés par une décoration élégante.
Les céramiques de la Renaissance et de la post-Renaissance représentées peuvent être divisées en trois catégories : la majolique, l'engobe et les graffitis, notamment de production de Montelupo. Les plus remarquables sont les grandes assiettes de style compendium, avec au centre des animaux, des vues de campagne ou des figures humaines, ainsi que les bols du XVIe siècle à la riche décoration géométrique polychrome.
Une autre vitrine présente des œuvres plus importantes de la manufacture de céramique de Montelupo, comme celles qui sont décorées avec la technique du « graffito bleu », ou les « arlequins » (première moitié du XVIIe siècle) avec de grandes figures peintes. Les grands plateaux avec des armoiries au centre sont également de grande valeur.

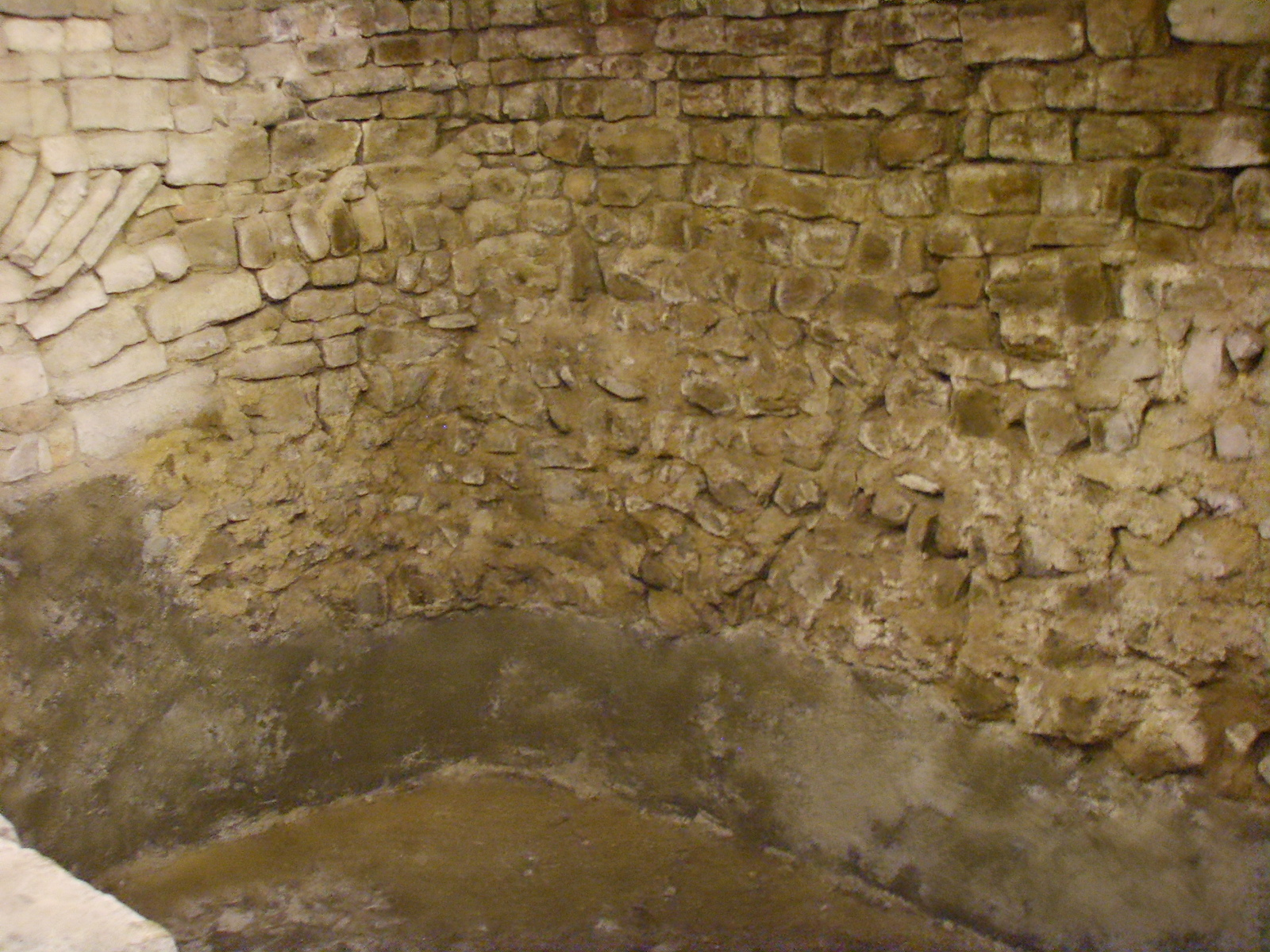
Vestiges des thermes romains.
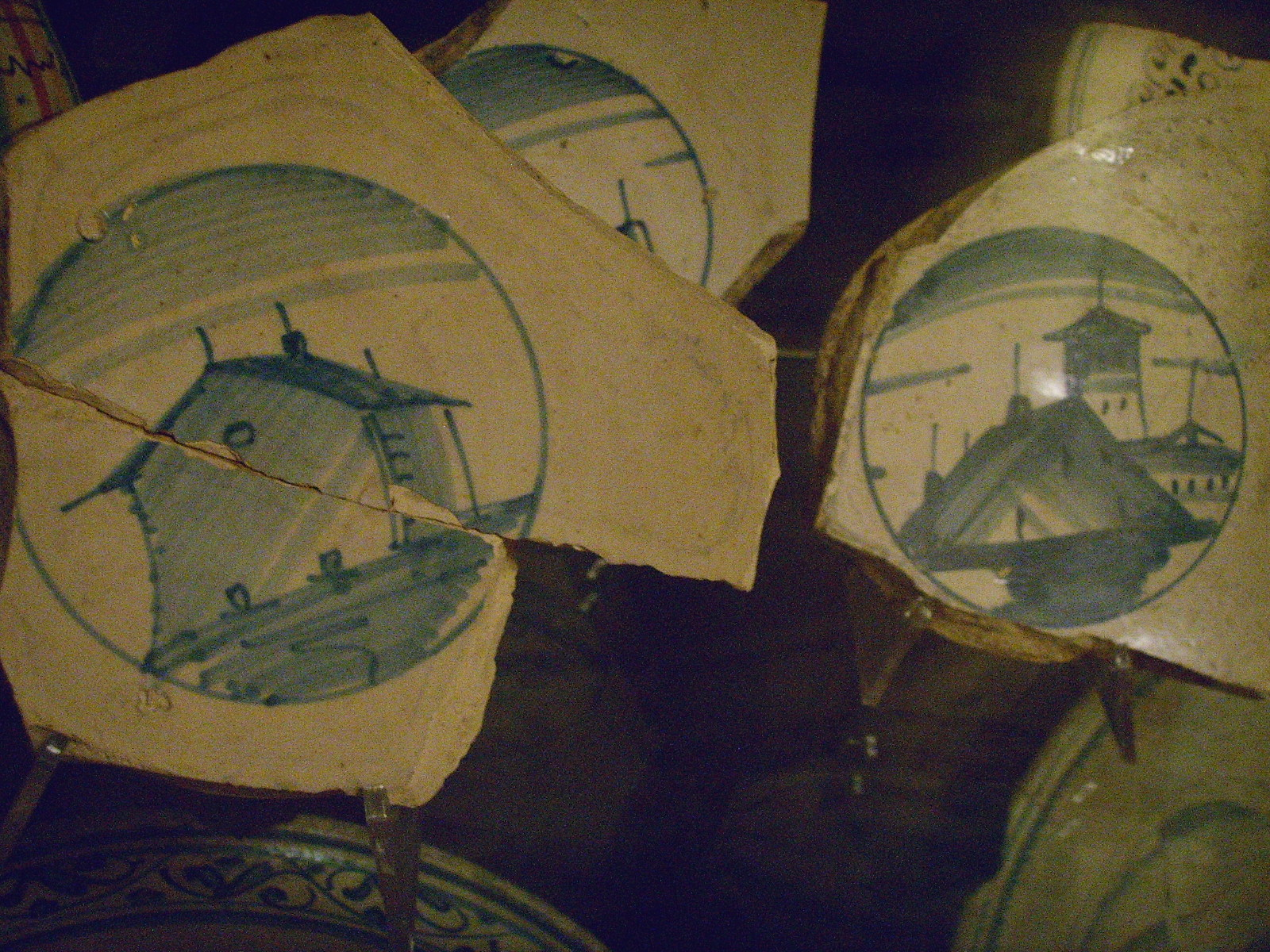
Céramiques du XVIe siècle avec « villages ».
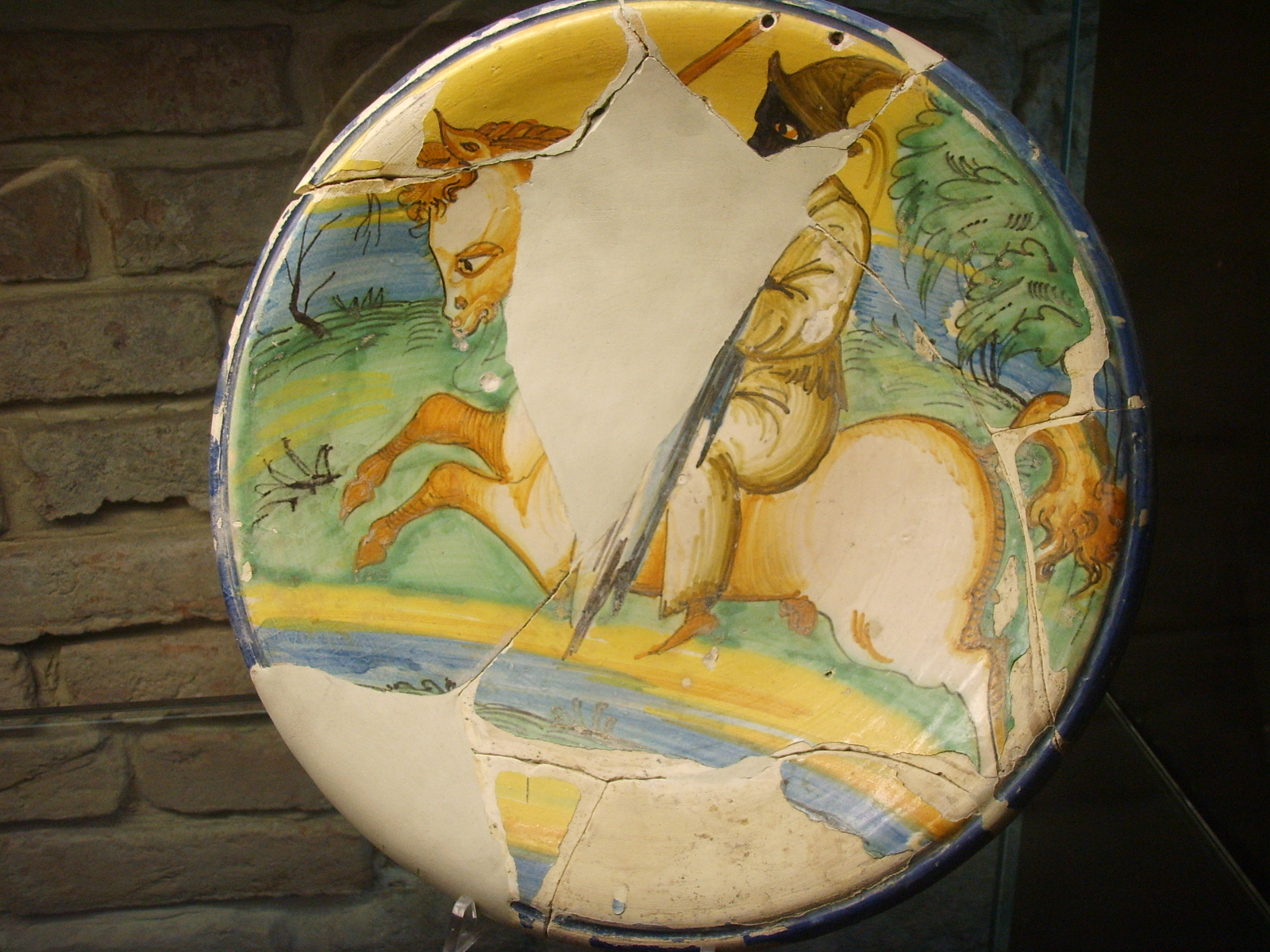
Arlequin de Montelupo, XVIIe siècle.
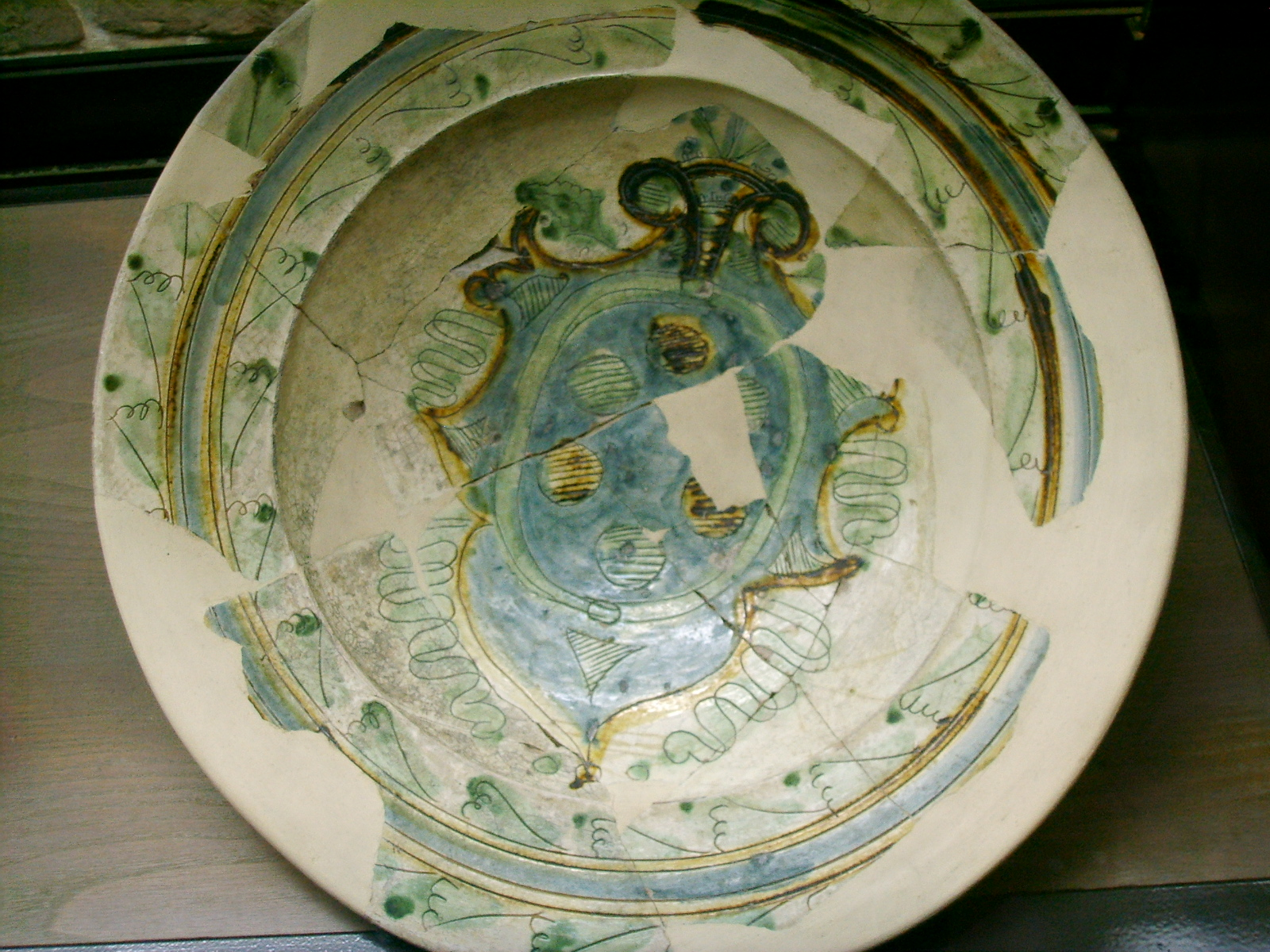
Assiette aux armes des Médicis, XVIIe siècle.